# Family Market
Family Market s.r.o., do roku 2013 Family Frost, spol. s r. o. a v letech 2013–2015 eismann, spol. s r. o., je česká společnost, která byla původně dcerou německé firmy FAMILY FROST International Tiefkühlheimdienst GmbH. Provozuje specializovanou síť pojízdných prodejen, charakteristických dodávkových automobilů žluté barvy. Specializuje se na prodej hlubokozmrazených potravin, zmrzliny, mražených krémů, polárkových dortů, mražených polotovarů a jídel ve větších baleních. V roce 2018 prošel Family Market velkou proměnou a k sortimentu přibyly sekce Pet (produkty pro čtyřnohé domácí mazlíčky), Kitchen (kuchyňské potřeby) a Drogerie (čisticí prostředky a lepidla od společnosti Druchema).[zdroj?] Příjezd na stanoviště oznamuje charakteristickou hlasitou znělkou.

## Historie
Společnost Family Market navazuje na nadnárodní značku Family Frost. Ta vznikla v roce 1990 v Německu, do České republiky se dostala o 4 roky později. Kromě Německa a ČR působila na dalších 7 evropských trzích. Od roku 2008 patřil Family Frost do skupiny Eismann. V roce 2015 se majitelem stala česká firma Euroice Group.